# CAR Development 2010
Nel 2010 il torneo di secondo livello per nazionali africane di rugby a 15, ha mantenuto la denominazione di CAR Development. Organizzato dalla Confédération Africaine de Rugby. Il torneo è riservato alle squadre di terzo livello del rugby africano l'edizione 2010 ha visto le squadre divise in tre zone (Nord, Centro e Sud)

## Zona Nord
Il torneo si è svolto al Cairo ed ha visto l'esordio delle nazionali Libica ed Egiziana, al loro primo impegno internazionale della storia.
- Semifinali

| Il Cairo 26 ottobre 2010 | Algeria | 50 – 0 | Libia |  |

| Il Cairo 26 ottobre 2010 | Egitto | 10 – 5 | Mauritania |  |

- Finale 3-4 posto

| Il Cairo 29 ottobre 2010 | Mauritania | 10 – 5 | Libia |  |

- Finale 1º posto

| Il Cairo 29 ottobre 2010 | Algeria | 50 – 0 | Egitto |  |

## Girone centro
A causa della rinuncia (per il secondo anno consecutivo) della Repubblica Democratica del Congo, il torneo si è limitato ad una doppia sfida tra Ruanda e Burundi.
| Kigali 24 novembre 2010 | Ruanda | 39 – 13 | Burundi |  |

| Kigali 1º dicembre 2010 | Ruanda | 19 – 6 | Burundi |  |

## Girone Sud
Non disputato.